# Amare, piangere, morire
Amare, piangere, morire (Aimer, pleurer, mourir) è un cortometraggio muto del 1915 diretto da Léonce Perret.

## Produzione
Il film fu prodotto dalla Société des Etablissements L. Gaumont.

## Distribuzione
Distribuito dalla Société des Etablissements L. Gaumont, il film uscì nelle sale francesi nel 1915.
In Italia venne distribuito, a colori, nel 1916.